# Lázaro Cárdenas, San Martín Hidalgo
Lázaro Cárdenas är en ort i Mexiko.   Den ligger i kommunen San Martín Hidalgo och delstaten Jalisco, i den centrala delen av landet, 500 km väster om huvudstaden Mexico City. Lázaro Cárdenas ligger 1 326 meter över havet och antalet invånare är 297.
Terrängen runt Lázaro Cárdenas är platt åt nordost, men åt sydväst är den kuperad. Runt Lázaro Cárdenas är det ganska tätbefolkat, med 70 invånare per kvadratkilometer. Närmaste större samhälle är Ameca, 14,1 km nordväst om Lázaro Cárdenas. Trakten runt Lázaro Cárdenas består till största delen av jordbruksmark.